# Hamdija Ćemerlić
Hamdija Ćemerlić (21. března 1905 Janja, Bosna a Hercegovina – 4. března 1990 Sarajevo, Socialistická federativní republika Jugoslávie), eventuálně i Čemerlić (v sarajevském nářečí), byl bosenskohercegovský historik a vysokoškolský pedagog bosňáckého původu.

## Život
Narodil se solidně zajištěné rodiny s tradicí státní služby. Jeho předek Mehmed-beg Ćemerlić (?–1899) byl na více místech kajmekanem (okresním hejtmanem) a nakonec i starostou Sarajeva (krátce roku 1877), roku 1878 se podílel na odzbrojeném odporu proti rakousko-uherské okupaci Bosny a Hercegoviny. Z bosenskohercegovské metropole rodina utekla do východobosenské obce Janja na hranicích se Srbskem, odkud chtěla pokračovat hlouběji do osmanského území, ale prvotního úmyslu se brzy vzdala. Mehmed-beg měl dva syny, Husein-bega a Ahmet-bega. Husein-begův syn Muharem-beg byl starostou Janji. Hamdija (eventuálně i Hamdi-beg) byl nejmladším synem Muharem-bega.
Roku 1927 Hamdija dokončil Šarí‘atské gymnázium v Sarajevu, nato roku 1931 Právnickou fakultu Univerzity v Bělehradě. Posléze roku 1936 získal doktorát na Sorbonně s tezí Volební systémy v Jugoslávii (Les systèmes électoraux en Yougoslavie tiskem, Paris 1937). Po návratu do Bosny a Hercegoviny pracoval jako úředník v Banja Luce a Sarajevu a následně od roku 1937 coby pedagog na Vyšší islámské šarí‘atsko-teologické škole (Viša islamska šerijatsko-teološka škola).
Po německé agresi v Jugoslávii v dubnu 1941 se připojil ke komunistickým partyzánům. Během národně osvobozeneckého boje zastával vysoké funkce, v letech 1943–1945 zasedal v ZAVNOBiH a AVNOJ. Po změně režimu roku 1945 usedl v Prozatímní lidové sněmovně (Privremena narodna skupština Demokratske Federativne Jugoslavije). V dubnu 1945 se stal ministrem spravedlnosti ve vládě Bosny a Hercegoviny. Podílel se i na vzniku Právnické fakulty Univerzity v Sarajevu (1946), v této vzdělávací instituci od roku 1947 až do svého penzionování (1974) přednášel ústavní právo. Dvakrát byl zvolen děkanem Právnické fakulty a nakonec i rektorem Univerzity v Sarajevu (1969–1972). Roku 1977 se spolupodílel na vzniku Islámské teologické fakulty v Sarajevu, v níž zastával post rektora (1977–1986). Dva roky byl odpovědným redaktorem periodika Stati (Radovi, Odjeljenje društvenih nauka) Sekce společenských věd Akademie věd a umění Bosny a Hercegoviny, konkrétně od č. 19/1977 do č. 19/1979.
Ćemerlić v politické rovině inklinoval ke komunistické levici, nicméně často se dostával do konfliktu s jejím dogmatismem. Sám obhajoval větší demokratičnost komunistického systému v Jugoslávii, zejména svobodnější volby, a zasazoval se o emancipaci muslimského národa. V poválečné době byl sledován tajnou službou (UDBA).
Hamdija se oženil se Sejdou Muftić, jejímž otcem byl islámský duchovní Salim-efendija Muftić, a s níž přivedl na svět syna Selima a dcery Esmu (*1938, vdanou Zečević), lékařku, a Aidu (*1945, vdanou Kulić), lékařku.
Od roku 1969 byl dopisujícím a pak od roku 1975 řádným členem Akademie věd a umění Bosny a Hercegoviny.